# 伯卡尼鄉
46°20′N 27°40′E / 46.333°N 27.667°E
伯卡尼鄉（羅馬尼亞語：Comuna Băcani, Vaslui），是羅馬尼亞的鄉份，位於該國東北部，由瓦斯盧伊縣負責管轄，面積52平方公里，海拔高度101米，2007年人口2,884，人口密度每平方公里55人。